# 安行北谷
安行北谷（あんぎょうきたや）は、埼玉県川口市の大字。郵便番号は334-0054。また草加市に北谷および北谷町と称する町丁があり、旧草加町時代に安行北谷の一部を編入した経緯から、これらの地名がある。もとは江戸期より存在したひとつの北谷村であった。

## 地理
川口市の東部の大宮台地（鳩ヶ谷支台）の南端に位置する。東部で草加市北谷と隣接する。南側で草加市小山、西側と北側で安行原と隣接する。地内に西部を見沼代用水（東縁）の分水路である赤堀用水路が流れる。ほぼ全域が宅地化され、戸建の住宅が立ち並ぶ。

## 沿革
もとは江戸期より存在した足立郡に属する北谷村であった。
- はじめは幕府領で、後の寛永年間頃に知行は関東郡代伊奈氏となる[4]。なお、検地は1639年（寛永16年）[5]および1678年（延宝6年）に実施。
- 1792年（寛政4年）より伊奈氏が失脚となり、再び幕府領となる[4]。
- 幕末の時点では足立郡に属し、明治初年の『旧高旧領取調帳』の記載によると、幕府領（代官・佐々井半十郎支配所）[6]。
- 1868年（慶応4年）6月19日 - 幕府領が武蔵知県事・山田政則（忍藩士）の管轄となる。
- 1869年（明治2年）
  - 1月13日 - 武蔵知県事・河瀬秀治の管轄区域に小菅県[6]を設置、県庁は葛飾郡小菅村に置かれる。
- 1871年（明治4年）11月13日 - 第1次府県統合により埼玉県の管轄となる。
- 1879年（明治12年）3月17日 - 郡区町村編制法により成立した北足立郡に属す。郡役所は浦和宿に設置。
- 1889年（明治22年）4月1日 - 町村制施行に伴い、安行、赤山領領家、原、慈林、北谷、苗塚、小山、花栗、藤八新田、吉蔵新田の8箇村2新田が合併し、安行村が成立。北谷村は安行村の大字北谷となる。
- 1956年（昭和31年）4月1日 - 安行村が川口市に編入され、大字北谷は川口市の大字となり、安行北谷に改称。
- 1957年（昭和32年）5月1日 - 川口市と草加町（現・草加市）との境界変更により、安行北谷の一部が草加町に編入。草加町安行北谷（現在の草加市北谷および北谷町）が成立。

## 世帯数と人口
2018年（平成30年）3月1日現在の世帯数と人口は以下の通りである。
| 大字     | 世帯数  | 人口    |
| -------- | ------- | ------- |
| 安行北谷 | 866世帯 | 1,990人 |

## 小・中学校の学区
市立小・中学校に通う場合、学区（校区）は以下の通りとなる。
| 番地 | 小学校             | 中学校             |
| ---- | ------------------ | ------------------ |
| 全域 | 川口市立安行小学校 | 川口市立安行中学校 |

## 交通
地区内に鉄道は敷設されていない。最寄駅は東武伊勢崎線（東武スカイツリーライン）獨協大学前駅。但し、川口駅へ向かう路線が国際興業バスによって運行されている。

## 道路
地内に国道および主要地方道・一般県道は通っていない。
- 寿橋通り

## 施設
- 安行北谷町会会館
- 城北信用金庫峯新堀支店 安行出張所
- 安行北谷公園